# 新桥乡 (杭州市)
新桥乡，中国浙江省西北部临安市下辖的一个乡。总面积 48.88 平方公里，总人口 7148 人。

## 辖区
该乡辖有：	下许村、上许村、新桥村、大山川村、桥川村、阳光村。